# TMZ
TMZは、2005年11月8日に開設された、エンターテインメントとセレブリティに関するニュースサイトである。タイム・ワーナーが2009年にAOLを売却するまでは、AOLとテレピクチャーズ（ワーナー・ブラザースの一部門）の共同事業だった。TMZという名称は、カリフォルニア州ロサンゼルスの映画産業の契約において、この範囲より外をロケーション（location）として定義するスタジオ・ゾーンの別名thirty-mile zoneの略である。これは、歴史的にスタジオ・ゾーンがウェスト・ビバリー通り（West Beverly Boulevard）とノース・ラ・シネガ通り（North La Cienega Boulevard）の交差点を中心とした半径30マイル（約50km）以内と定義されていたことによる。
TMZの編集長は、以前ロサンゼルスのテレビ局KCBS-TVの法務担当者だった弁護士でジャーナリストのハーベイ・レビンである。2007年9月10日に、提携するテレビ番組TMZ on TVが始った。
2021年9月13日、ワーナーメディアは本事業をフォックス・コーポレーションに売却することで合意したと発表した。ディスカバリーと合併する前に傘下メディアを整理したいワーナーと利益の9割超を占めるFOXニュースへの依存を下げたいFOX双方の思惑が一致したとしている。買収額は非公表であるが、5000万ドル（日本円で約55億円）以下であると報じられている。